# 12867 Joëloïc
A 12867 Joëloïc (ideiglenes jelöléssel 1998 LK2) a Naprendszer kisbolygóövében található aszteroida. Eric Walter Elst fedezte fel 1998. június 1-én.